# Mariusz Max Kolonko
Mariusz Max Kolonko (ur. 6 maja 1965 w Lublińcu jako Mariusz Kolonko) – polski dziennikarz, były korespondent TVP i TVN w Stanach Zjednoczonych, publicysta, prezenter i producent telewizyjny oraz samozwańczy Prezydent RP i twórca „Stanów Zjednoczonych IV Republiki Polskiej”. Od 1988 mieszka w Stanach Zjednoczonych Ameryki.

## Życiorys
Ukończył I Liceum Ogólnokształcące w Bydgoszczy. Jest absolwentem dziennikarstwa na Uniwersytecie Warszawskim i nauk politycznych na Uniwersytecie Adama Mickiewicza w Poznaniu. W latach 80. XX w. jako student był prowadzącym audycję Zapraszamy do Trójki.
W 1988 wyjechał do USA. Od 1992 był amerykańskim korespondentem Panoramy, później także pozostałych serwisów informacyjnych TVP (w ramach Telewizyjnej Agencji Informacyjnej). W USA w 1993 założył swoją własną spółkę producencką – Media 2000 – która jest podwykonawcą materiałów, programów i filmów reportażowych m.in. dla Telewizji Polskiej, TV4, TVN i CBS. W 2001 stworzył pierwszą serię reportaży Odkrywanie Ameryki (dla TVP).
W latach 2001–2005 był amerykańskim korespondentem Wiadomości. We wrześniu 2001 nadawał w 1. programie Telewizji Polskiej informacje z Nowego Jorku po dokonanych w dniu 11 września zamachach na World Trade Center. W 2004 w badaniu OBOP sklasyfikowany w pierwszej czwórce najpopularniejszych dziennikarzy w Polsce (obok Kamila Durczoka, Tomasza Lisa, Elżbiety Jaworowicz). Od 2006 współpracował z telewizją TVN, przygotowując korespondencje dla programu Dzień Dobry TVN. W maju 2006 wydał książkę Odkrywanie Ameryki. Zapiski w Jeepie. Od stycznia 2007 był felietonistą „Super Expressu” w coponiedziałkowej rubryce: Ameryka według Mariusza Maxa Kolonko. Został publicystą „Focus Historia”, tygodnika Angora, od maja 2008 tygodnika „Newsweek”, a od 2009 dziennika „Rzeczpospolita”.

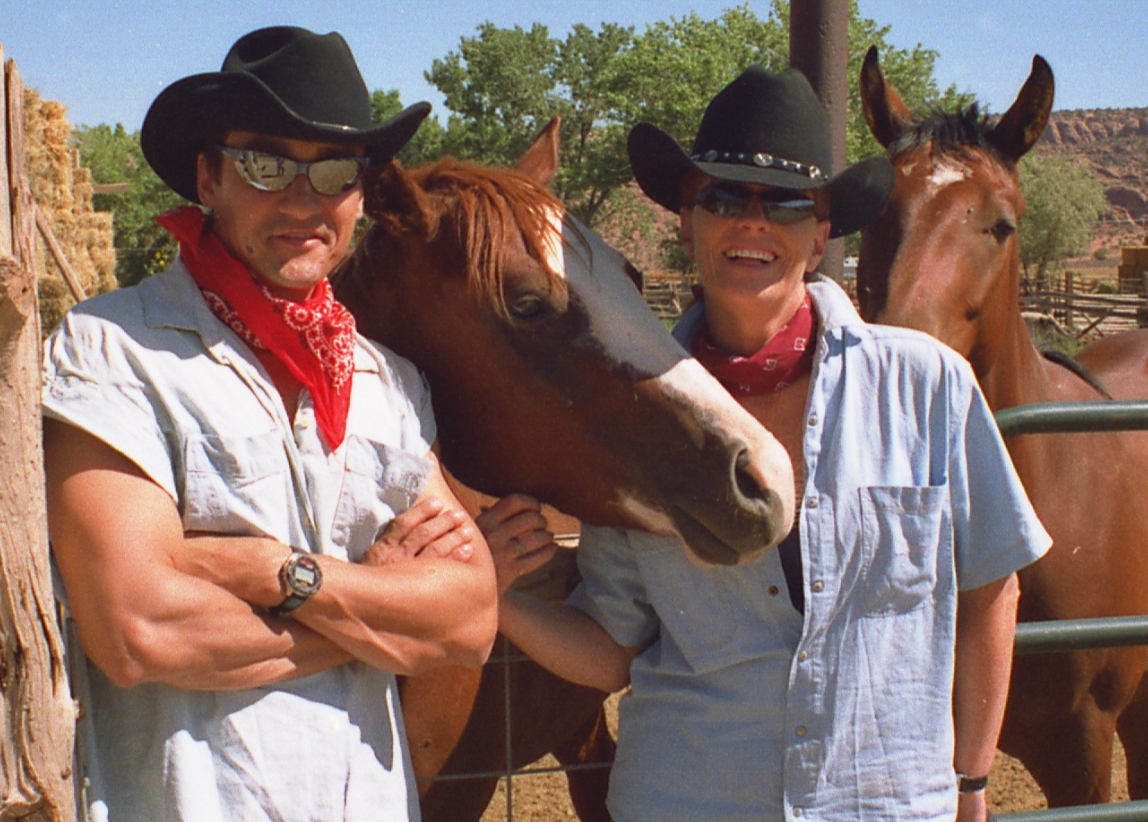
Mariusz Max Kolonko i Katarzyna Dowbor na planie programu Odkrywanie Ameryki.

Od kwietnia 2007 był prowadzącym i producentem programu Odkrywanie Ameryki o nieznanych stronach USA dla TV4. W latach 2007–2008 był twarzą telewizyjnej kampanii reklamowej amerykańskiego przedsiębiorstwa z branży ubezpieczeniowej Liberty Direct (oddziału Liberty Mutual) na polskim rynku. Równolegle w maju 2008 został twarzą kampanii reklamowej „Newsweeka” Angielski na Maxa, obejmującej reklamę telewizyjną, radio, internet, outdoor oraz tytuły wydawnictwa Axel Springer Polska: „Newsweek”, „Forbes”, „Dziennik”, „Fakt”, „Auto Świat”, „TV Kultura” i „Przegląd Sportowy”.
W sierpniu 2008 w rankingu „Forbes” sklasyfikowany na pozycji 9. wśród najcenniejszych dla reklamodawców dziennikarzy w Polsce (64. na liście najcenniejszych polskich gwiazd).
W kwietniu 2009 wygrał proces sądowy przeciwko portalowi Pudelek.pl o naruszenie dóbr osobistych. W 2010 wygrał proces sądowy o zniesławienie, który wytoczył w 2008 dziennikowi „Fakt” za serię artykułów na temat jego związku z Weroniką Rosati.
Był blogerem amerykańskiego portalu HuffPost (na portalu znajdują się teksty jego autorstwa opublikowane między majem 2011 a grudniem 2017). Był komentatorem wyborów prezydenckich 2012 w USA dla Onet.pl i telewizji Superstacja. Prowadził program Kwadrans na Maxa w Superstacji.
Przeprowadzony z nim wywiad „Jakiś gówniarz mówi mi, jak mam żyć” wygrał w konkursie Best of Onet 2012 na najlepszy tekst roku, generując ponad milion odsłon, ponad 3500 komentarzy i wywołując dyskusję na temat poziomu dziennikarstwa w Polsce.
Jest twórcą ruchu obywatelskiego o nazwie #R Revolution. Jako sceptyk polityki prowadzonej przez Prawo i Sprawiedliwość oraz Platformę Obywatelską wzywał m.in. do utworzenia obozów pracy dla najważniejszych polityków tych partii. W 2019 roku został inicjatorem utworzenia Komitetu Wyborczego Wyborców Patriotyczna Rewolucja Maxa Kolonko na wybory parlamentarne w tymże roku. Komitet nie zarejestrował list w żadnym z 41 okręgów wyborczych. Planował start w wyborach prezydenckich w 2020, jednak nie złożył w PKW 100 tys. podpisów wymaganych do rejestracji kandydata. 27 czerwca 2020 na Twitterze wezwał swoich zwolenników do bojkotu tych wyborów. 4 lipca ogłosił się samozwańczym prezydentem Polski ad interim, deklarując ustanowienie „Stanów Zjednoczonych IV Republiki Polskiej” oraz „wybuch patriotycznej, narodowej, republikańskiej rewolucji”.

## Portale społecznościowe

### MaxTV (YouTube)

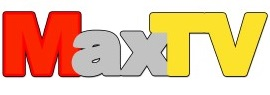
Logo kanału MaxTV.

Od listopada 2012 roku dziennikarz prowadzi w serwisie YouTube kanał Max Kolonko – MaxTV, na którym w ramach programu Mówię jak jest (ang. Telling It Like It Is) publikuje komentarze do bieżących wydarzeń politycznych i kulturowych, a od grudnia 2013 roku siostrzany kanał MaxTVNews. Programy realizowane są w języku polskim i opatrzone opcjonalnymi angielskimi napisami. 16 października 2016 kanał MaxTV z 134 filmami znajdował się na 42. miejscu listy najpopularniejszych pod względem liczby subskrypcji polskojęzycznych kanałów w serwisie YouTube z wynikiem 603 604 subskrypcji. MaxTVNews z 153 filmami znajdował się na 77. miejscu tej listy z wynikiem 426 646 subskrypcji. Na kanale MaxTV były publikowane filmy z serii Odkrywanie Ameryki. Niektóre materiały Mariusza Kolonki przed premierą na jego kanale były dostępne na kanale Superstacji.
Od wielu lat jego działalność w serwisie YouTube uznawana jest za typowy patostreaming. Szokuje widzów swoim uwielbieniem dla prezydenta Rosji Władimira Putina, propozycjami rozbioru Ukrainy, czy grożeniem śmiercią najważniejszym polskim politykom. Jego relacje z tragicznych wydarzeń 11 września 2001 roku były pełne emocji i przerażających opisów dotyczących m.in. tego, jak wyglądały zmasakrowane ciała zmarłych. W sierpniu 2023 Ośrodek Monitorowania Zachowań Rasistowskich i Ksenofobicznych złożył do Prokuratury Okręgowej w Warszawie zawiadomienie o popełnieniu przez niego przestępstwa, m.in. za grożenie śmiercią prezydentowi RP Andrzejowi Dudzie, który według niego nie jest Polakiem i powinni się z nim rozprawić wagnerowcy. Nagrywane przez niego filmiki nacechowane są częstym używaniem przez niego słów obelżywych i wulgaryzmów, a także silną ekspresją emocjonalną.
Pod koniec 2023 r. zniknęły obydwa kanały YouTube.

### Pozostałe
W portalu społecznościowym X Mariusz Kolonko posiada konto o nazwie maxkolonko, które w czerwcu 2025 miało 152 tys. obserwujących. Stworzył też konto w portalu Facebook o nazwie Mariusz Max Kolonko, które w czerwcu 2020 miało 712 tys. polubień.

## Książki
- Odkrywanie Ameryki. Zapiski w Jeepie, Zysk i S-ka, Poznań 2006, ISBN 83-7298-959-1.

## Nagrody i wyróżnienia

Mariusz Max Kolonko w 2016

- Zdobywca nagrody Wiktora 2001 w kategorii „Najwyżej ceniony dziennikarz, komentator, publicysta”.
- W 2008 srebrna nagroda 29th Telly Awards za dokument The Shield o tarczy antyrakietowej USA. Oprócz The Shield, srebrną nagrodę w 2008 otrzymały 92 inne dokumenty[30].
- W 2008 dwie nagrody (srebrna i brązowa) na 9. Effie Awards w kategorii Launch i Media House za kampanię reklamową Liberty Direct[31].
- W 2009 brązowa nagroda na 10. Effie Awards w kategorii Usługi Finansowe za kampanię reklamową pt. Mariusz Max Kolonko w Polsce – Grupa Ogilvy[32].
- W 2016 Nagroda Kisiela w kategorii publicysta (za rok 2015)[33].